# Mistrzostwa Europy w Lekkoatletyce 1966 – skok o tyczce mężczyzn

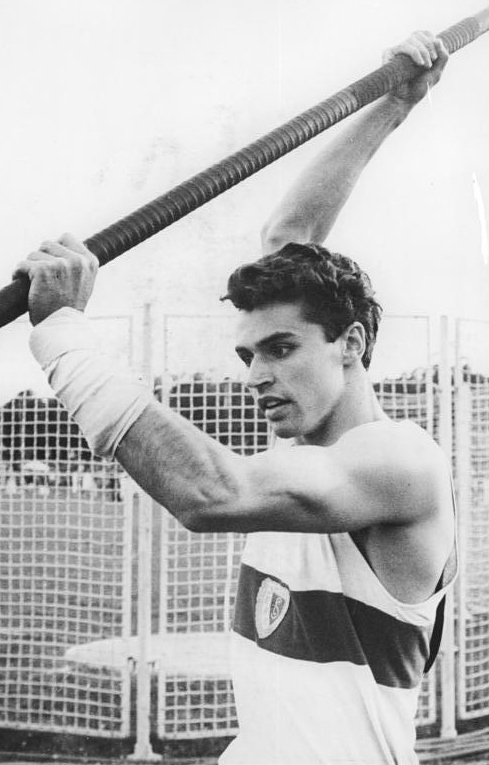
Wolfgang Nordwig

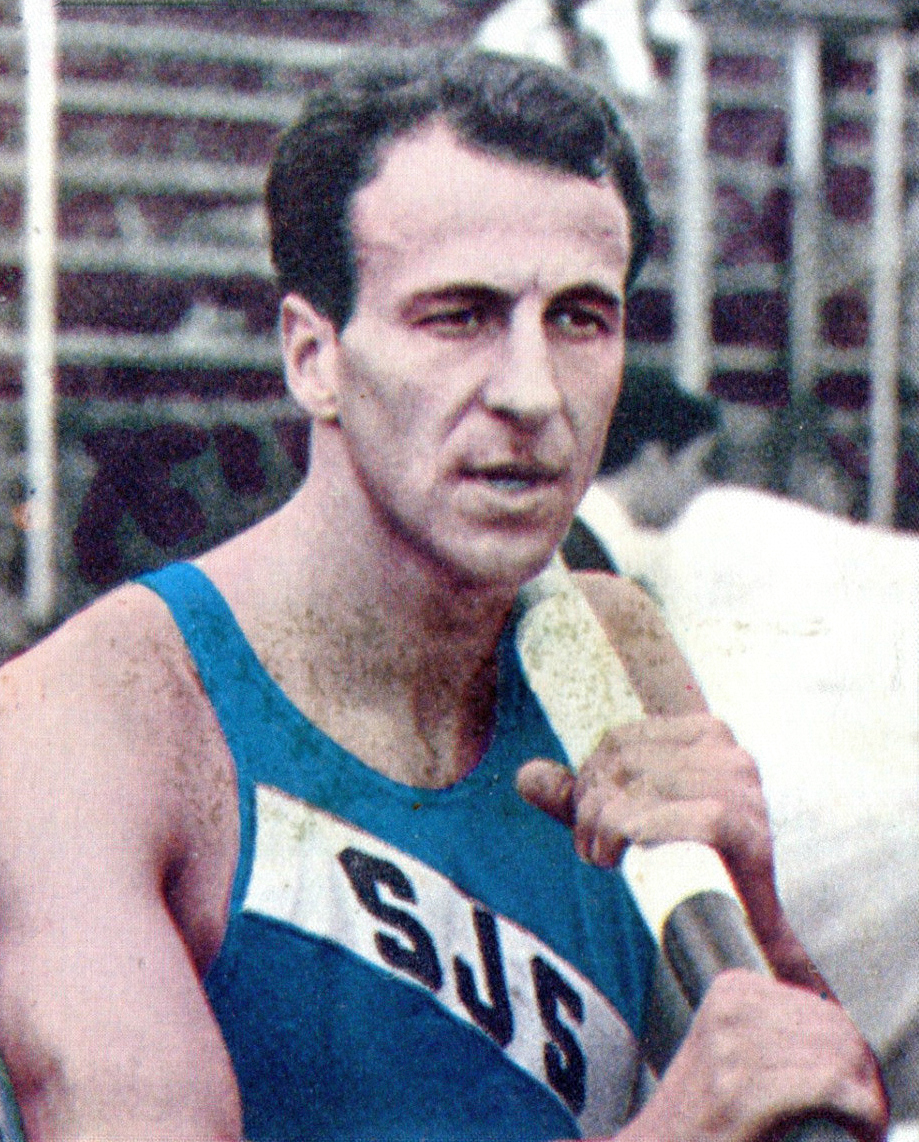
Christos Papanikolau

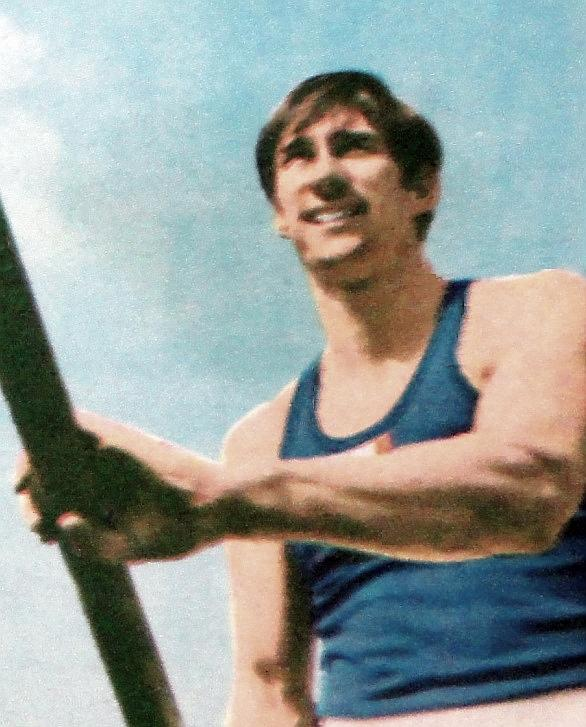
Hervé d’Encausse

Skok o tyczce mężczyzn był jedną z konkurencji rozgrywanych podczas VIII Mistrzostw Europy w Budapeszcie. Kwalifikacje rozegrano 31 sierpnia, a finał 2 września 1966. Zwycięzcą tej konkurencji został reprezentant NRD Wolfgang Nordwig. W rywalizacji wzięło udział dwudziestu siedmiu zawodników z piętnastu reprezentacji.

## Rekordy
| Rekord świata     | John Pennel (USA)      | 5,34 | Los Angeles, USA    | 23.07.1966 |
| Rekord Europy     | Wolfgang Nordwig (GDR) | 5,23 | Warszawa, Polska    | 14.08.1966 |
| Rekord mistrzostw | Pentti Nikula (FIN)    | 4,80 | Belgrad, Jugosławia | 15.09.1962 |

## Wyniki

### Kwalifikacje
| Miejsce | Zawodnik               | Wynik | Uwagi |
| ------- | ---------------------- | ----- | ----- |
| 1-5     | Christos Papanikolau   | 4,60  | Q     |
| 1-5     | Ignacio Sola           | 4,60  | Q     |
| 1-5     | Hervé d’Encausse       | 4,60  | Q     |
| 1-5     | Leszek Butscher        | 4,60  | Q     |
| 1-5     | Wolfgang Nordwig       | 4,60  | Q     |
| 6-16    | Klaus Lehnertz         | 4,40  | q     |
| 6-16    | Karl-Gustav Burlin     | 4,40  | q     |
| 6-16    | Renato Dionisi         | 4,40  | q     |
| 6-16    | Igor Feld              | 4,40  | q     |
| 6-16    | Włodzimierz Sokołowski | 4,40  | q     |
| 6-16    | Altti Alarotu          | 4,40  | q     |
| 6-16    | Waldemar Węcek         | 4,40  | q     |
| 6-16    | Jean-Pierre Colusso    | 4,40  | q     |
| 6-16    | Mike Bull              | 4,40  | q     |
| 6-16    | Rudolf Tomášek         | 4,40  | q     |
| 6-16    | Claus Schiprowski      | 4,40  | q     |
| 17-20   | Maurice Houvion        | 4,20  |       |
| 17-20   | Paul Coppejans         | 4,20  |       |
| 17-20   | Dimityr Chlebarow      | 4,20  |       |
| 17-20   | Pavel Jindra           | 4,20  |       |
| –       | Hennadij Błyznecow     | NM    |       |
| –       | Risto Ivanoff          | NM    |       |
| –       | Hans Lagerqvist        | NM    |       |
| –       | Tapio Mertanen         | NM    |       |
| –       | János Miskei           | NM    |       |
| –       | Aldo Righi             | NM    |       |
| –       | František Taftl        | NM    |       |

### Finał
| Miejsce | Zawodnik               | Wynik | Uwagi |
| ------- | ---------------------- | ----- | ----- |
| 1       | Wolfgang Nordwig       | 5,10  | CR    |
| 2       | Christos Papanikolau   | 5,05  | NR    |
| 3       | Hervé d’Encausse       | 5,00  |       |
| 4       | Renato Dionisi         | 4,80  |       |
| 5       | Ignacio Sola           | 4,80  |       |
| 6       | Włodzimierz Sokołowski | 4,80  |       |
| 7       | Leszek Butscher        | 4,80  |       |
| 8       | Claus Schiprowski      | 4,70  |       |
| 9       | Klaus Lehnertz         | 4,70  |       |
| 10      | Igor Feld              | 4,70  |       |
| 11      | Waldemar Węcek         | 4,70  |       |
| 12      | Rudolf Tomášek         | 4,60  |       |
| 13      | Altti Alarotu          | 4,60  |       |
| 14      | Karl-Gustav Burlin     | 4,60  |       |
| 15      | Jean-Pierre Colusso    | 4,40  |       |
| 16      | Mike Bull              | 4,40  |       |